# Carlota de Saboia
Carlota de Saboia (em francês:  Charlotte de Savoie; 11 de novembro de 1441 — Amboise, 1 de dezembro de 1483) foi rainha consorte de França como a segunda esposa de Luís XI de França. 

## Família
Ela era a filha de Luís, Duque de Saboia e de Ana de Lusignan.
Seus avós paternos eram Amadeu VIII, Duque de Saboia, também conhecido como Antipapa Félix V, e Maria de Borgonha. Seus avós maternos eram Januário de Chipre, rei de Chipre e Carlota de Bourbon.
Provavelmente Carlota foi assim nomeada em homenagem à avó materna.
Carlota teve 18 irmãos, entre eles: Amadeu IX, Duque de Saboia, sucessor de seu pai, marido de Iolanda da França, que era a irmã de Luís XI de França; Luís do Chipre, casado com a rainha soberana de Chipre, Carlota de Chipre, e Bona de Saboia, segunda esposa de Galeácio Maria Sforza, duque de Milão.

## Noivados e casamento
Em 11 de março de 1443, Carlota ficou noiva de Frederico da Saxônia, filho de Frederico II, Eleitor da Saxônia e de Margarida de Áustria. Porém, o noivado foi anulado, por razões desconhecidas.
Mais tarde, em 9 de março de 1451, Carlota se casou com Luís, Delfim de França, futuro Luís XI, no Castelo de Chambéry, através de contrato de casamento assinado em Genebra. Ele era o filho do rei Carlos VII de França e de Maria de Anjou. A noiva tinha apenas 9 anos de idade, e o noivo, 27.

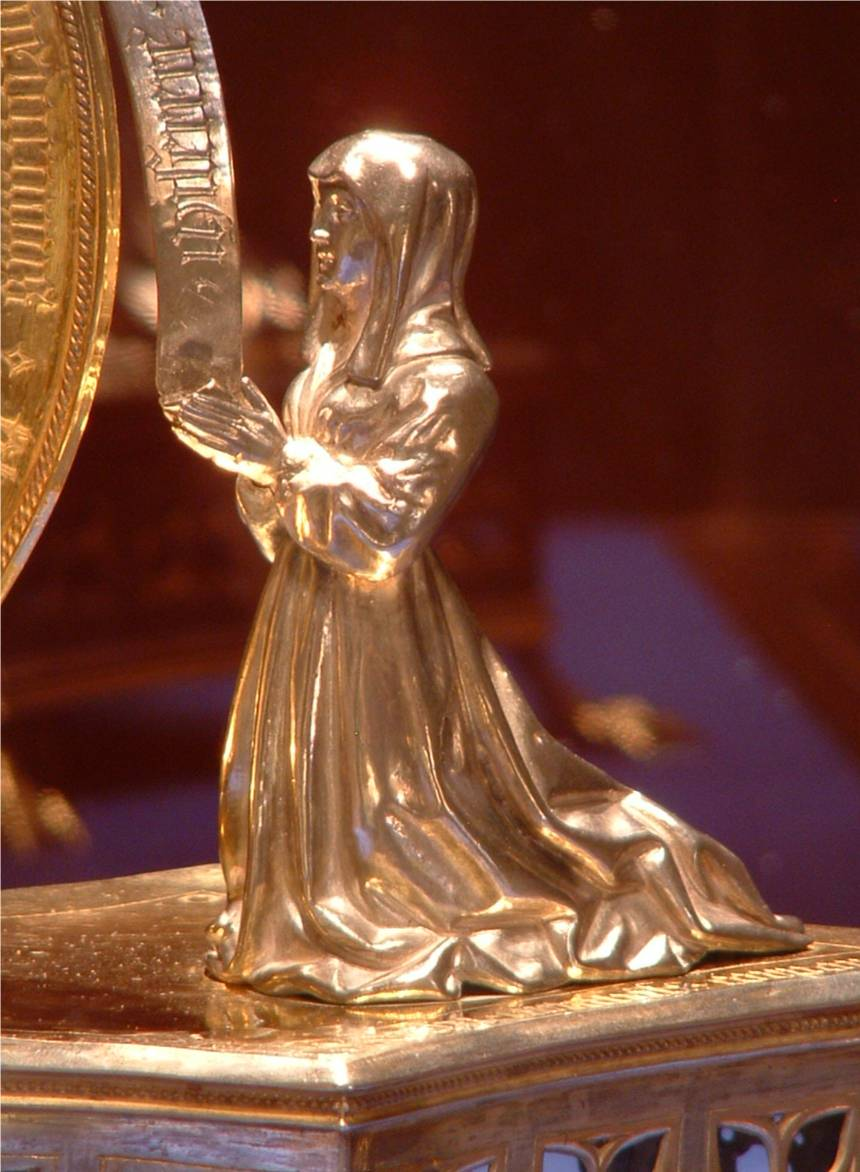
Escultura de Carlota.

Anteriormente, o delfim havia sido casado com a princesa Margarida Stuart, filha de Jaime I da Escócia, em uma união que não resultou em filhos, quando ela morreu aos 20 anos de idade, em 1445.
Contudo, o casamento entre Carlota e Luís não havia sido consentido pelo rei, Carlos VII. 
Apesar das virtudes da jovem, ela era rejeitada pelo marido. Pois quando de sua ascensão ao trono francês, em 1461, ele a abandonou na Borgonha, local de exílio do casal, para garantir a sua herança. Assim, a nova rainha passou a depender de Isabel de Bourbon, condessa de Charolais.
Foi dito à sua época que: "apesar de ser uma princesa excelente em outros aspectos, ela não era uma pessoa com a qual um homem poderia se encantar."
Seu marido morreu em 30 de agosto de 1483, e Carlota faleceu em Amboise, em 1 de dezembro de 1483, aos 42 anos, e foi enterrada na Basílica Notre-Dame de Cléry.

## Descendência
Seus filhos com o rei foram:
- Luís (18 de outubro de 1458 - 1460);
- Joaquim (15 de julho de 1459 - 29 de novembro de 1459);
- Luísa (julho de 1460 - 1460);
- Ana de França (3 de abril de 1461 -  14 de novembro de 1522), foi duquesa de Bourbon e regente de França para o seu irmão Carlos. Foi casada com Pedro II, Duque de Bourbon, com quem teve filhos;
- Joana de França (23 de abril de 1464 - 4 de fevereiro de 1505), duquesa de Berry e rainha de França como consorte de Luís XII e sua primeira esposa. Porém, o casamento foi anulado, e não tiveram filhos;
- Francisco (morto em 4 de dezembro de 1466);
- Carlos VIII de França (30 de junho de 1470 - 7 de abril de 1498), foi o sucessor do pai como rei, marido da duquesa Ana da Bretanha, deixando descendência;
- Francisco (3 de setembro de 1472 - julho de 1473).